# Catedral de Bolnissi Sioni

Catedral de Bolnissi Sioni

Bolnissi Sioni (em georgiano:  ბოლნისის სიონი) também conhecida como a catedral de Bolnissi Sioni é uma basílica ortodoxa localizada na cidade e no distrito de Bolnissi, na Geórgia. Foi construída em 478-493, sendo a igreja mais antiga da Geórgia. O bispo David foi o líder da igreja de supervisão durante a construção de Bolnissi Sioni.

## História
A catedral de Bolnissi Sioni é conhecida por suas inscrições. Estes são um dos documentos históricos mais antigos do alfabeto georgiano. A igreja é o primeiro edifício georgiano que tem uma data final em sua fachada. 

## Arquitetura
O esquema decorativo de Bolnissi Sioni foi no estilo sassânida. As partes sul e central da igreja são decoradas com trepadeiras, arabescos e motivos de folhas. Blocos de alvenaria uniformes foram usados para construir em cima dos restos do edifício original na fachada sul.
A Geórgia estava em contato com a arte persa durante a construção da catedral. Prova disso está na decoração do edifício. As esculturas e os ornamentos de Bolnissi Sioni e de outras igrejas georgianas ao redor são influenciados pela arte e arquitetura iraniana, armênia e do Oriente Próximo. As representações de caça e esculturas são semelhantes à arte e arquitetura dos séculos IV e V do Irão.

## Galeria

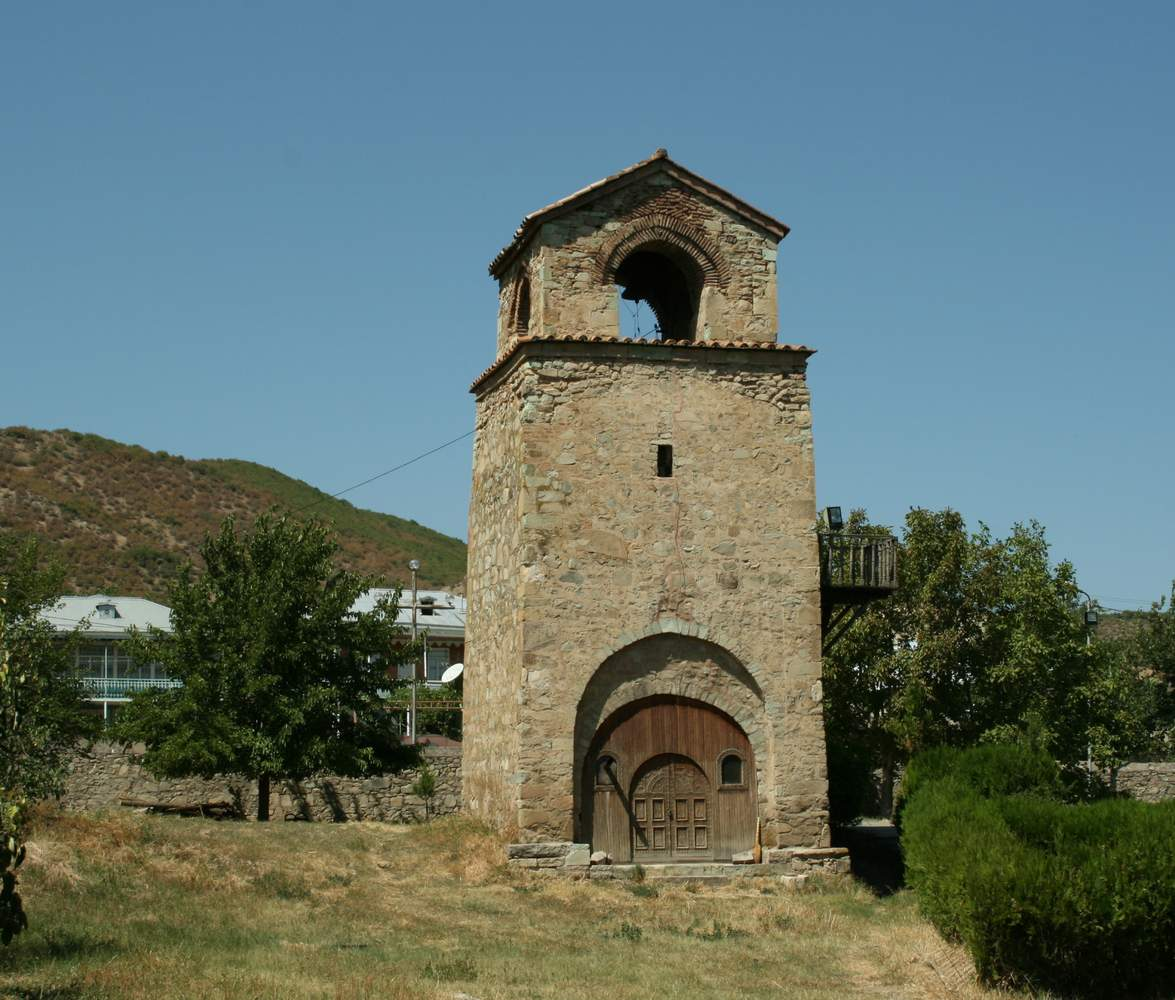
Torre sineira de Bolnissi Sioni.
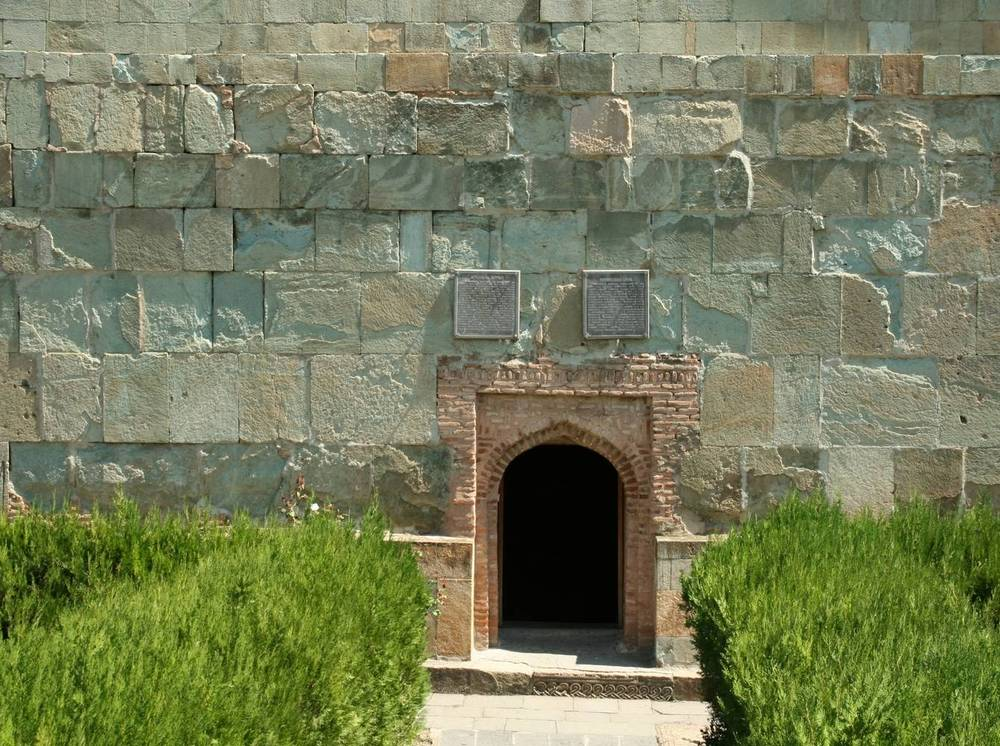
Fachada da igreja e portal exterior.
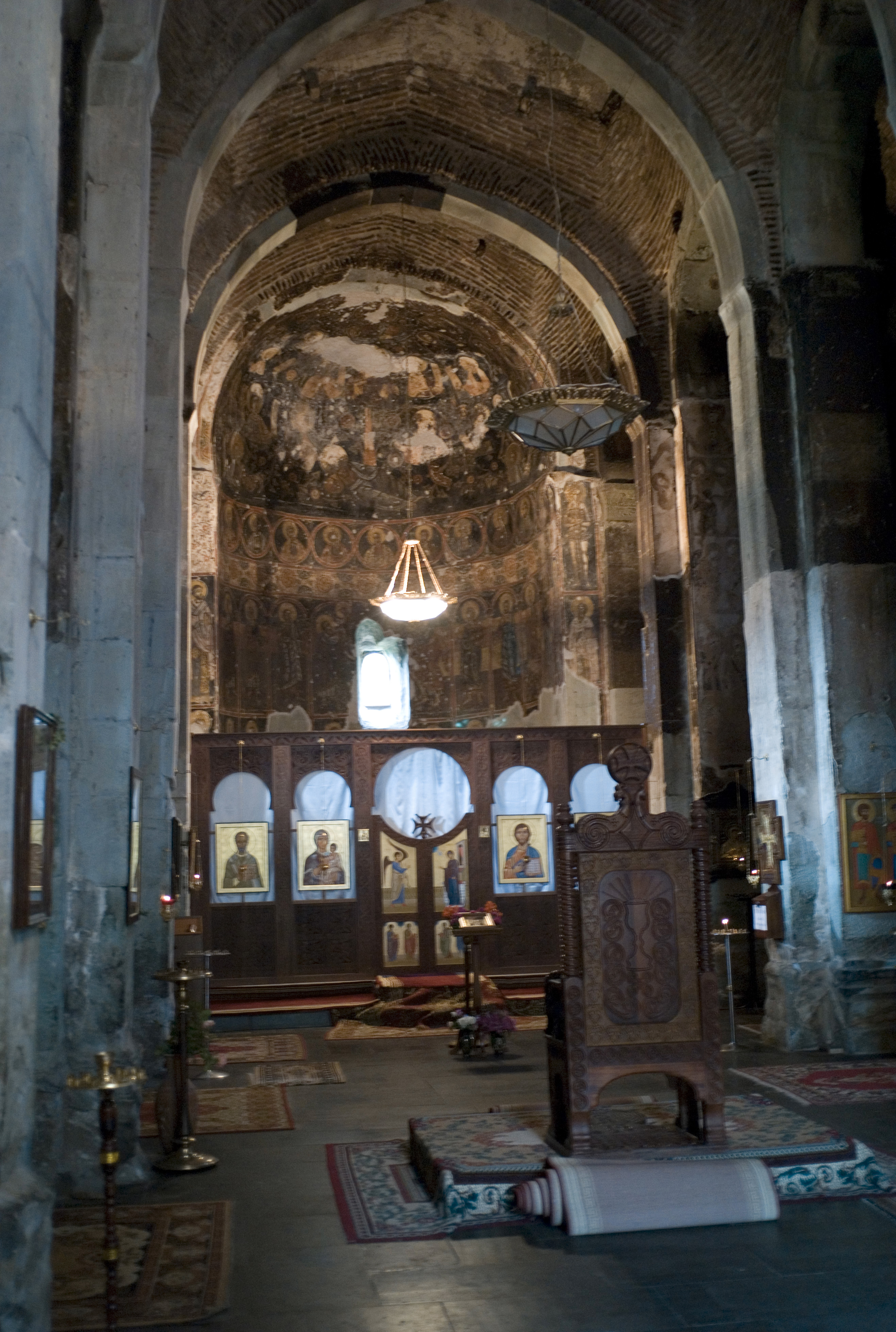
Interior de Bolnissi Sioni.

## Ligações externos
- Bolnissi Sioni, Dzeglebi.ge
- Bolnissi Sioni, Agência Nacional de Conservação do Patrimônio Cultural da Geórgia